# 查蒂·史密斯
查蒂·史密斯（英語：Zadie Smith，1975年10月25日—），英国小说家。至今为止她发表了三部小说。2003年《格兰塔》杂志把她列入20名最好的年轻作家之一。2010年9月1日她成为纽约大学写作终身教授。

## 早年生活
查蒂·史密斯原名“萨蒂·史密斯”，她出生于伦敦西北部布倫特區，这里的居民主要是工人阶级。她的母亲在牙买加出生，1969年移居英国，她的父亲是英国人。这是她父亲的第二次婚姻。查蒂有一个同父异母的姐姐和哥哥以及两个弟弟。她的两个弟弟都是饒舌艺术家。儿童时期她喜欢跳踢踏舞，少年时期她曾经考虑过在音樂劇当演员。大学时期她作为爵士乐歌手挣钱，并打算当记者。
她少年的时候父母离婚。14岁时她改名为“查蒂”。虽然她早年的时候有其它嚮往，但是文学逐渐成为她最主要的兴趣，并为她此后的生涯铺了道路。

## 教育
史密斯在布伦特区上小学和中学，然后进入剑桥大学国王学院学英語文學。2000年《卫报》采访她的时候她校正了报纸报道说她获得过“两年第一名”的错误。她说：“事实上我在第一年只获得了第三名。”
在1990年代里她在剑桥上学的时候可能一个很有名的学生剧团拒绝了她加入。
在剑桥她发表了一些短篇小说，这些小说收集在一部新学生作品集中了。这些小说受到了一个出版商的注意，他向史密斯的第一篇小说提议了一份合同。史密斯决定雇用文学代理人。2001年史密斯又决定客座编辑她发表了她的短篇小说的学生作品集。

## 生涯
1997年史密斯向出版界展示了《白牙》，当时这部小说还没有完成。基于一部分初稿一些出版商进行拍卖，最后哈密什·汉密尔顿获胜。史密斯在她在剑桥的最后一年里完成了《白牙》。2000年该书出版，并立刻走红。它在全球获得好评并获得多个奖赏。2002年英國第四台把它拍成电视剧。史密斯成为伦敦当代艺术学会的“入驻作家”。她编辑了一部性作品文选作为这个角色的成果。
在一个采访中史密斯承认她的第一部小说导致的狂热使得她短时间丧失了自己的灵感。虽然如此她2002年发表的第二部小说《签名买卖人》也很畅销，虽然批评家的回应不像《白牙》那么好。
《签名买卖人》发表后史密斯于2002年至2003年获得哈佛大学拉德克里夫高等研究院奖学金赴美国。她开始了一本短文的专集《小说的伦理》（The Morality of the Novel），这本书至今为止还没有完成。在这本书里她打算从伦理学的角度选择一系列20世纪作家的作品。这本书里的部分内容可能包含在2009年11月发表的短文专集《改变我的思想》（Changing My Mind）中了。
史密斯的第三部小说《论美》发表于2005年9月，里面的故事主要发生在大波士顿地区及其附近，受到了很大反响。这部小说获得布克奖提名和赢得奥伦奇小说奖。
2008年12月史密斯客座英国广播公司第四广播电台《今天》节目。
她首先在哥伦比亚大学艺术学院教小说协作，2010年9月1日成为纽约大学终身教授。
从其2010年3月版开始史密斯成为《哈泼斯》杂志的新书评论家。

## 个人生活
史密斯在剑桥大学时结识尼克·利艾德，两人于2004年在国王学院的教堂结婚。史密斯将她的《论美》奉献给“我亲爱的利艾德”。从2006年11月至2007年两人住在意大利罗马蒙蒂，目前他们住在纽约和伦敦。两人的女儿卡瑟琳于2009年出生。